# Francesco della Penna
Francesco Orazio Olivieri della Penna (1680 Pennabilli, Itálie – 20. července 1745 Pátan, Nepál) byl italský kapucínský misionář v Tibetu, prefekt tibetské misie. Je autorem prvního ručně psaného tibetsko-latinského slovníku (vydán v roce 1723).

## Životopis

### Mládí
Narodil se v italské Pennabilli. Ve dvaceti letech vstoupil do kapucínského kláštera v Pietrarubbii. Během Oraziova pobytu v tomto klášteře vznikla z nařízení Svaté kongregace pro šíření víry tibetská misie (1703), mezi jejíž členy byl zařazen i Orazio. Jelikož toho nebylo o oblastech Tibetu a střední Asie vůbec příliš známo, byla zakládající listina v definování geografického rozsahu tibetské misie poměrně vágní; její účastníci měli působit „směrem k pramenu Gangy až k Tibetskému království“.

### Tibetská misie
Skupina misionářů dorazila do Lhasy, hlavního tibetského města, 12. června 1707. O čtyři roky později se misionáři z důvodu špatného hmotného zabezpečení rozhodli vrátit do Říma. Po reorganizaci misie se kapucíni pokusili o štěstí znovu a na podzim roku 1716 byli opět ve Lhase. Francesco della Penna začal studovat tibetštinu a tibetskou kulturu v klášteře Sera, jednom ze tří velkých gelugpovských klášterů v Tibetu. Již v této době započal se sestavováním tibetsko-latinského slovníku, který v roce 1732 obsahoval až 32 000 slov. Začal překládat do tibetštiny některé křesťansky zaměřené texty.
Roku 1736 byl Francesco della Penna opět nucen navrátit se do Říma, kde hledal podporu a pomoc pro další misii. Oporu našel ve španělském kardinálovi Luisovi Antoniovi Belluga y Moncadovi, který poskytl hmotné zabezpečení pro další misii. Francesco se 6. ledna 1741 vrátil do Lhasy. Spolu s dalšími kapucíny byl přijat nejdříve tibetským regentem a poté i samotným dalajlámou Lozang Kalzang Gjamcchem, přičemž jak regent, tak dalajláma udělili kapucínům povolení k šíření jejich misie. S tímto povolením začali kapucíni s šířením své víry doufaje, že se jim podaří konečně získat alespoň nějaké stoupence (až dosud se na křesťanství neobrátil jediný Tibeťan). Za nedlouho ke křesťanství konvertovalo okolo dvaceti Tibeťanů.

### Konec misie a smrt
Tibetská kultura i její lid je velmi úzce spjat s tibetským buddhismem, proto se skupina konvertuvších Tibeťanů jen velmi těžko vyrovnávala se svým novým postavením a změnou života a skupina stála jaksi v opozici vůči drtivé většině ostatních obyvatel Lhasy. Když skupina nových křesťanů odmítla přijmout dalajlámovo požehnání i účast na buddhistických modlitbách, celá značně zpolitizovaná událost se dostala před soud. Ten se protáhl až do 22. května 1742 a jeho výsledkem bylo pět zbičovaných Tibeťanů – křesťanů. Francescovi della Pennovi se i přesto podařilo znovu získat audienci u dalajlámy, pochopil však, že další misie by neměla smysl. Tímto skončily kapucínské pokusy o tibetskou misii a kapucínští misionáři začali postupně opouštět Tibet. Francesco della Penna zemřel 20. července 1745 v nepálském Pátanu.